# Doctor Espectro
Doctor Espectro es el nombre de varios personajes que aparecen en las historietas de Marvel Comics. Hasta la fecha ha habido cinco versiones del personaje: tres supervillanos de la continuidad principal del Universo Marvel perteneciente al equipo Escuadrón Siniestro (Tierra-616) y dos héroes de diferentes universos alternativos. Cada uno de los dos héroes pertenece a una versión del equipo Escuadrón Supremo (de la Tierra-712 y la Tierra-31916, respectivamente).
Aubrey Plaza interpreta a una versión femenina de Doctor Espectro en la segunda temporada de la serie de televisión Loki (2023).

## Historial de publicaciones

### Doctor Espectro-los supervillanos

#### Kenji Obatu
La primera versión villana aparece en el panel final de The Avengers # 69 (octubre de 1969), el primer capítulo de una trama de tres temas del escritor Roy Thomas y el dibujante Sal Buscema. La historia es que se presentó al equipo de supervillanos, Escuadrón Supremo, cuyos cuatro miembros estaban basados en héroes en la Liga de la Justicia de Estados Unidos de DC Comics, con el Doctor Espectro basado en Linterna Verde.
El Escuadrón Siniestro es creado por la entidad cósmica el Gran Maestro para luchar contra los campeones de Kang que viaja en el tiempo, el equipo de superhéroes, Los Vengadores. El Doctor Espectro lucha contra el vengador Iron Man, y es derrotado cuando el héroe deduce que el Poder Prisma (una entidad sensible llamada Krimonn) del villano es vulnerable a la luz ultravioleta. Los Vengadores eventualmente derrotan al Escuadrón y ellos a su vez son abandonados por el Gran Maestro. Doctor Espectro reaparece en el título Iron Man y luego de una serie de batallas cuando Iron Man aplasta el Poder Prisma. Un impotente Obatu es arrestado y deportado a su lugar Uganda. Durante una batalla posterior con la Mole, Pantera Negra y Hermano Voodoo, Obatu cae accidentalmente a su muerte.

#### Billy Roberts
Desconocido para Iron Man, el Poder Prisma reforma y lo encuentra un trabajador de saneamiento, que finalmente lo lleva al evangelista Billy Roberts, quien luego de enterarse de las habilidades del Prisma se convierte en el segundo Doctor Espectro.
El Escuadrón reaparece en el título Defensores, reunidos por el alienígena Nebulón (aunque el equipo desconoce el hecho de que este es un nuevo Doctor Espectro). Los villanos reciben mayor poder a cambio del planeta Tierra, y crean un cañón láser gigante en el Ártico para derretir los casquetes polares, haciendo así que la totalidad de la superficie terrestre quede cubierta de agua. El equipo de superhéroes, los Defensores impiden el plan y derrotan al Escuadrón (y Nebulón), con el Doctor Extraño derrotando al Doctor Espectro.
Después de esta derrota, el Doctor Espectro y sus dos compañeros de equipo restantes son teletransportados fuera del mundo por Nebulón, regresando con un arma que drena la energía. El Escuadrón Siniestro planea amenazar a la Tierra de nuevo, pero una vez más son derrotados por los Defensores y el vengador Yellowjacket.
El Poder Prisma es mantenido por Yellowjacket, quien decide modificar la gema y presentarla a su esposa Janet Van Dyne (también el Vengador conocido como la Avispa). Krimonn, la entidad dentro del Poder Prisma, posee a Jan y la transforma en una vil mujer Doctor Espectro, que lucha contra varios Vengadores pero luego es derrotada por el uso de la visión de la debilidad ultravioleta del Prisma (Krimonn asumió en su arrogancia que Iron Man había mantenido la información para sí mismo en lugar de compartirlo con los demás, por lo tanto «renunciar a una ventaja»). El prisma en sí se une a la Avispa en un intento de salvarse, pero finalmente es eliminado por Billy Roberts después de que él es localizado por los Vengadores. Roberts se convierte en Doctor Espectro una vez más, aunque en esta ocasión el Poder Prisma está en control y busca lazos con el Vengador más poderoso, el dios del trueno Thor. El Poder Prisma tiene éxito en tomar a Thor como anfitrión, usar como punto focal para controlarlo y derrotar a los otros Vengadores, pero no toma en cuenta que para ejercer el Mjolnir, Thor debe ser «digno». Ya no es digno de empuñar el martillo debido a que está manchado por la gema, Thor deja caer a Mjolnir y regresa a su alter ego mortal, Donald Blake durante una pelea con Iron Man, lo que hace que el prisma pierda el control y se vuelva inerte, aparentemente para siempre.

#### Alice Nugent
El Gran Maestro reaparece y reforma el Escuadrón Siniestro: un Hyperion aparentemente resucitado se une al Whizzer (ahora llamado Speed Demon); Nighthawk y un nuevo Doctor Espectro (con Poder Prisma) -Alice Nugent, ex asistente de laboratorio de Henry Pym. Cortesía de un fenómeno conocido como el «Pozo del Poder», una fuente interdimensional de habilidades sobrehumanas, el Gran Maestro aumenta los poderes del Escuadrón Siniestro y lucha contra los Nuevos Thunderbolts. El líder del equipo de Thunderbolts, Barón Zemo, vence al Gran Maestro, y en el caos resultante, Doctor Espectro y los miembros del Escuadrón Siniestro se dispersan y escapan.

#### Kenji Obatu II
Una versión alternativa del Doctor Espectro original aparece más tarde en Battleworld. Esta versión del personaje es japonesa en lugar de ugandés.

### Doctor Espectro-los superhéroes

#### Joseph Ledger (Tierra-712)
Roy Thomas y el dibujante John Buscema crearon un equipo de héroes de un universo alternativo llamado Escuadrón Supremo, que debutó en The Avengers # 85 (febrero de 1971). Después de una escaramuza inicial con cuatro Vengadores, los equipos se unen para detener una amenaza común. Los personajes (incluido Doctor Espectro) eran idénticos en nombre y apariencia al Escuadrón Siniestro, lo que causó confusión en el departamento de producción de Marvel, como las portadas de The Avengers # 85 y # 141 (noviembre de 1975) «cover-blurbedbed» apariciones del Escuadrón Siniestro, cuando en realidad fue el Escuadrón Supremo el que apareció en ambos asuntos.
El heroico Doctor Espectro y el Escuadrón Supremo tienen otra serie de escaramuzas con los Vengadores diseñados por el grupo, el Cártel de la Serpiente, pero finalmente se unen para evitar el uso del artefacto Corona Serpiente. El personaje y sus compañeros de equipo aparecen brevemente en el título Thor, cuando la versión malvada de Hyperion ataca la versión Tierra-712 y luego al Dios Trueno, Thor. El Escuadrón está controlado mentalmente por las entidades Mente Suprema y Null la Oscuridad Viviente, pero son liberados por los Defensores y ayudan a los héroes a derrotar a los villanos.
Las características del personaje con el Escuadrón Supremo en una miniserie de 12 números autoproclamada (septiembre de 1985 - agosto de 1986) por el escritor Mark Gruenwald. Gruenwald reveló el origen de cada miembro, con Joseph Ledger siendo un exastronauta que salva un skrull en el espacio. El agradecido skrull, llamado Skrullian Skymaster, recompensa a Ledger con el Poder Prisma. La serie también explica por qué el Escuadrón Siniestro y Supremo son similares: el Gran Maestro crea el Escuadrón Siniestro modelado en el Escuadrón Supremo ya existente del universo Tierra-712. Gruenwald, Ryan y Inker Al Williamson creó una secuela de novela gráfica que cautiva al equipo en el universo Marvel convencional. El Doctor Espectro y sus compañeros de equipo se encuentran con el héroe Quasar y se trasladan a las instalaciones del gobierno del Proyecto Pegaso. Después de otro encuentro con Overmind y una visita al mundo de laboratorio de Extraño, el grupo intenta regresar a su universo, y, junto con sus compañeros Hyperion y Whizzer, lucha contra la entidad Deathurge.
Todo el Escuadrón Supremo aparece en una historia de dos partes con los Vengadores que finalmente los devuelve a su universo natal, donde se disuelven por un tiempo. El Doctor Espectro se reúne con sus compañeros de equipo para ayudar al equipo interdimensional, los Exiliados.

#### Joseph Ledger (Tierra-31916)
La huella de Marvel MAX del público maduro muestra las aventuras de la versión Tierra-31916 del Escuadrón Supremo. El título Poder Supremo relata cómo Joseph Ledger, un soldado del Ejército de los Estados Unidos, accidentalmente se une con un cristal encontrado en el recipiente que trae a Hyperion a la Tierra. La historia continúa en la serie limitada Doctor Espectro, escrita por Sara Barnes y el arte de John Dell y Travel Foreman, con la experiencia de colocar a Ledger en coma.y después de revivir su vida en su mente en beneficio del cristal aparentemente sensible, el personaje se despierta y adopta el nombre en clave de Doctor Espectro. Operando con un uniforme de estilo militar en lugar de un disfraz prismático, el Doctor Espectro se encuentra y lucha contra Hyperion, estableciendo una tregua con él para perseguir a un asesino en serie superpotente, Michael Redstone. El Doctor Espectro también comienza un romance tentativo con su compañero sobrehumano Anfibión. Ambos finalmente se unen al Escuadrón Supremo respaldado por los Estados Unidos en el título del mismo nombre de 2006. Joseph es asesinado durante una batalla con el Escuadrón Siniestro después de que Whizzer le corte el estómago. La versión Escuadrón Siniestro de Nighthawk más tarde se ve examinando el cristal incrustado en su cadáver.

#### Doctor Espectro Femenina (Tierra-4290001)
Una versión femenina alternativa de Doctor Espectro aparece más tarde como miembro de la Gran Sociedad, un equipo de análogos de la Liga de la Justicia de Tierra-4290001. Durante un conflicto con los Illuminati, es derrotada por Black Bolt. Se ha confirmado que esta versión de Doctor Espectro será uno de los líderes en el próximo relanzamiento de Escuadrón Supremo.

## Poderes y habilidades
Todas las versiones del Doctor Espectro derivan sus habilidades de una gema alienígena llamada Poder Prisma. El prisma original, utilizado por las versiones de Kenji Obatu y Billy Roberts de Doctor Espectro, es un ser sensible llamado Krimonn. Krimonn era originalmente un Skrull que, después de no usurpar al Emperador Skrull, se transformó en un prisma viviente como castigo. Cuando el Gran Maestro requiere campeones para luchar contra los Vengadores, recupera el prisma y le otorga a Krimonn varios poderes basados en la energía que se pueden usar junto con un huésped. Kenji Obatu es el primero en acuñar el término «Poder Prisma», y descubre que, aunque atrapado en forma de prisma, Krimonn sigue siendo agresivo y afirma su voluntad a través de telepatía. La mente de Krimonn es «silenciada» por Nebulon cuando se le da el Poder Prisma a Billy Roberts, aunque Krimonn se reafirma en la búsqueda para encontrar y vincularse con el personaje Thor. Cuando el plan falla y la gema se hace añicos, la conciencia de Krimonn aparentemente se disipó para siempre.
Krimonn podría otorgar a un anfitrión la capacidad de proyectar y manipular energía de luz en varios colores; crear constructos de energía lumínica de varias formas, tamaños y colores; vuelo; protección contra los rigores del espacio y la capacidad de volverse intangible. El Poder Prisma es vulnerable a la luz ultravioleta.
La Tierra-712 de Doctor Espectro obtiene su poder del Skrullian Poder Prisma que le obsequió Skrullian Skymaster. Cuando el Poder Prisma más tarde explotó y fragmentos de él se incrustó en el Doctor Espectro, su piel, cabello y traje fueron blanqueados blanquecino. La Tierra-712 del Poder Prisma posee las mismas habilidades que la versión Tierra-616.
La Tierra-31916 del Poder Prisma es una fuente de energía inteligente que se elimina de la nave espacial que lleva Hyperion a la Tierra.

## En otros medios

### Televisión
- El Doctor Espectro aparece en Avengers Assemble, segunda temporada, con la voz de Phil LaMarr. Es un miembro del Escuadrón Supremo, está versión es la iteración de Billy Roberts pero modelada visualmente después de la iteración original de Kenji Obatu. En el episodio 9, «Los Vengadores Oscuros», usa la Piedra de la Realidad para Nighthawk de invertir la historia, de modo que los Vengadores son los villanos, pero los Vengadores finalmente restauran la realidad. El episodio 21, «Espectros» reveló que Doctor Espectro era alguien a quien se le vendió la tecnología de Ant-Man para el Poder Prisma. En su escondite, una pelea con Ant-Man, el Capitán América, Iron Man y Thor, da como resultado la destrucción de la tecnología de Ant-Man que supuestamente suprimió el Poder Prisma. Como venganza, cosechó los sentimientos de Thor, el Capitán América y Iron Man para crear copias espectrales de Loki, el Soldado del Invierno y Ultron. Después de que los tres Vengadores superan cada uno su némesis espectral, los otros Vengadores descubren que Nighthawk e Hyperion unieron el Poder Prisma al Doctor Espectro para destruir el propio planeta del Escuadrón Supremo, y que la tecnología de Ant-Man en cuestión había permitido que Doctor Espectro consiguiera control del Poder Prisma. Después de que Ant-Man logre liberar a Doctor Espectro del Poder Prisma con Falcon, la información de él, se revierte a Billy. A continuación, Roberts se conecta con un programa espacial S.H.I.E.L.D. para ayudar en la exploración espacial y encontrar un planeta adecuado donde Billy pueda residir mientras que el Poder Prisma, que ya no necesita un huésped y forma su propio cuerpo modelado según Doctor Espectro, hace su camino de regreso a Nighthawk. En el episodio 23 «La Última Encrucijada de los Vengadores», la forma de Doctor Espectro del Poder Prisma se ve con el Escuadrón Supremo en la realización de la trama de Nighthawk contra los Vengadores. En el episodio 24, «Vengadores de Incógnito», la forma de Doctor Espectro del Poder Prisma es derrotada por Ant-Man, mientras que el Capitán América usa el Poder Prisma para convertir el sol en azul para que Black Widow pueda vencer a Hyperion. Luego se usó para llevar al equipo a un lugar, pero esto terminó usando el resto del Poder Prisma dejándolo inerte.